# NGC 2025
NGC 2025 је расејано звездано јато у сазвежђу Трпеза које се налази на NGC листи објеката дубоког неба.
Деклинација објекта је - 71° 42' 56" а ректасцензија 5h 32m 33,7s. Привидна величина (магнитуда) објекта NGC 2025 износи 10,9. NGC 2025 је још познат и под ознакама ESO 56-SC149.